# 部分連合
部分連合（ぶぶんれんごう）は、日本の政治用語のひとつ。パーシャル連合（パーシャル＝英: partial）ともいう。個々の政策について個別の政党ごとに話し合った上で提携しながら、個別の政策を実現させていくこと。連立政権や閣外協力と比較して、与野党の協力の度合いは低い。

## 概要
1976年12月に伯仲国会の中で誕生した福田赳夫内閣の大平正芳自民党幹事長が野党に対して個別政策について融和的に話し合うことを提唱したことが最初である（後述）。
1989年の参議院選挙以降のねじれ国会では与党のみで法案を成立させることが不可能となり、1990年の衆議院総選挙以降は自公民3党の協議で法案の成立が図られるようになった。与党の自由民主党が公明党と民社党の支持を得て日本社会党や日本共産党、社会民主連合と対峙する構図はPKO国会で典型的にみられた。PKO国会で公民両党は内閣信任決議案に賛成しているが、これをもって両党が与党入りをしたとはみなされていない。
2010年の参議院選挙の結果、与党が参議院で過半数割れし、ねじれ国会になった。以降、与党の民主党は野党の自由民主党、公明党と社会保障と税の一体改革の為の三党合意を結ぶなどして法案成立を図った。
日本維新の会は安倍晋三政権の主唱する憲法改正を支持する立場を取り、2016年の結党以来、安倍内閣不信任決議案に反対票を投じている。一方で、自民党の議事への不満から自民党会派の常任委員会委員長への解任決議に賛成票を投じる事例も見られる。
2024年の衆議院選挙で与党が過半数を失った結果、少数与党における政権維持の手段として部分連合が浮上している。しかし秋波を送られている国民民主党は、部分連合することを否定している。国民民主党の玉木雄一郎代表は、2024年10月31日のぶら下がり会見で、「その定義はどこで決まっているのか。マスコミが勝手に認定したものであって、曖昧な定義である」「古い時代の言葉であり、使わない方がいい」として、2024年時点においてもこの用語・定義を使うマスメディアを批判している。

## 大平正芳の「部分連合（パーシャル連合）」
1976年12月の第34回衆議院議員総選挙で自民党は単独過半数を初めて割り込み、三木武夫首相が退陣し、代わって自民党総裁になった福田赳夫が首相指名選挙において衆参両院とも一票差の過半数で総理大臣に選出された。だが、成立した福田内閣は与野党逆転の予算委員会で野党の大幅減税案に譲歩を強いられ、政府提出予算が戦後初めて議会で修正されるなど、厳しい国会運営を余儀なくされた。この間、福田との合意で党務を委ねられた大平正芳は、党幹事長として伯仲国会を「部分連合」で切り抜けようとした。

大平は1978年9月に出版された著書『複合力の時代――人間大平おゝいに語る』（毎日新聞の田中洋之助との対談）の中で、「部分連合（パーシャル連合）」について詳しく述べている。すなわち、日本は二大政党制ではなく多党制に向かっており、政権はその構成より機能するかを見るべきだとして、自民党が安定過半数確保は難しくても政界の中枢たるバックボーン政党となり、与野党が個別の政策の賛否で一つ一つ連合を組む「部分連合」を大平は提唱した。大平自身の言葉は以下の通りである。
「政権を問題にする場合に、どの党が政権を構成するかという、構成でみる場合と、その政権がどのような機能を果たすかという、機能でみる場合とがあります。私はかりに自民党の単独政権下にあっても、その政権が十分機能しない状態はよくないと思うのです。単独政権でなく、かりに保革連立政権でも、その政権が非常にスムーズに機能していけば、その方が望ましい。極端にいうと、そのように言えると思います。だから保守単独政権がよいのか、それとも保革連立が好ましいのかという問題の取り上げ方でなくて、政権を機能的にみて、一番有効に効率的に機能する状態はどうかという視点からものをみるべきじゃないかということを、私は政局をみる場合に、まず考えるべきではないかと思うのです」（政権は構成より機能が大切）
「安定過半数はむずかしくても、自民党はあくまでも政界におけるバックボーンとしての力量を持ち、責任を、きちんと果たさなければならないと考えております」（同）
「国会の運営においても、私は部分連合という形で、自民党が一つの案件を提示し、野党に賛成か反対かを問い、ある政党は反対ということもあるし、またある政党は、そこをちょっと直してくれたら賛成に踏み切ってもいいという。そのような反応を確める。そのように、一つ一つの問題についてパーシャリーに、一つ一つ連合を組んで、案件を仕上げていくより他に、現実的なやり方はないように考えております」（同）
「自民党という政党は、このバックボーン政党としての責任は果たしていかねばならないし、実際、その責任を果たしておるわけです。しかし将来、自民党だけでやっていけるかどうか、あるいは中道勢力か何かが参加してくるのか、そのあたりは、まだわかりません。しかし、少なくともはじめに述べたように、政権を有効に運営して国民の期待に応えるために、それに相応しい運営の仕方をやっていくという課題は、いつでもやらねばならぬことと思っています」（同）

「中道勢力と言われるのは、日本の場合は四つあって、公明党、民社党、新自由クラブ、社民連ということになっておる。一方、左翼勢力というのは共産党と社会党なのですが、社会党はそうかちっとしたものではなく、準中道性というのか、何というのか、そういう性格も持っておる」（野党の体質をこうみる）